# Hu Jinquan
Hu Jinquan, noto anche con lo pseudonimo di King Hu (cinese tradizionale: 胡金銓; cinese semplificato: 胡金铨; pinyin: Hú Jīnquán; jyutping: Wu4 Gam1-cyun4; Pechino, 29 aprile 1932 – Taipei, 14 gennaio 1997), è stato un regista, sceneggiatore e scenografo cinese che ha lavorato nel cinema di Hong Kong e Taiwan.
È noto per aver diretto numerosi film wuxia dello Studio Shaw, tra cui Le implacabili lame di rondine d'oro (1966), considerato da Quentin Tarantino uno dei suoi film preferiti, Dragon Inn (1967) e A Touch of Zen (1971), film che hanno ispirato grandi successi degli anni 2000, come La tigre e il dragone e La foresta dei pugnali volanti.

## Biografia
Nato a Pechino da una famiglia benestante originaria di Handan, nella provincia dello Hebei, Hu Jinquan era nipote di un governatore dello Henan durante gli ultimi anni della dinastia Qing. Hu emigrò ad Hong Kong nel 1949. Dopo essersi trasferito ad Hong Kong, ebbe diverse occupazioni occasionali in alcune aziende mediatiche, quali consulente pubblicitario, produttore e art director. Nel 1958 si unì alla casa di produzione e distribuzione cinematografica Studio Shaw con i ruoli di scenografo, attore, sceneggiatore e assistente alla regia. Sotto l'influenza del regista taiwanese Li Han-hsiang, Hu intraprese la carriera da regista, debuttando come co-regia proprio del suo mentore nella pellicola di grande successo The Love Eterne (1963).
Il primo film diretto interamente da lui fu Sons of the Good Earth (1965), ambientato durante la seconda guerra sino-giapponese, tuttavia egli è meglio ricordato per la fama del suo film successivo, Come Drink with Me (1966). Quest'ultimo rimane un classico del genere wuxia, catapultando alle stelle la fama dell'allora ventenne Cheng Pei-pei. Hu diede il via ad una nuova scuola wuxia che ha come protagonista centrale un'eroina donna. Il genere unisce la tradizione giapponese di storie sui samurai e le nuove tecniche di montaggio occidentali, prendendo in prestito l'estetica filosofica cinese dalla musica e dall'opera cinese tradizionali.
Dopo aver lasciato lo Studio Shaw nel 1966 si trasferì a Taiwan, dove si dedicò ad un'altra pellicola di genere wuxia, intitolata Dragon Gate Inn. Il lungometraggio sbancò al botteghino e divenne un cult nel sud-est asiatico. La storia parla di espertissimi artisti marziali nascosti in una locanda, somigliando in parte al famoso La tigre e il dragone (2000) di Ang Lee, tanto che quest'ultimo ha preso ispirazione proprio dall'opera di King Hu. Anche La foresta dei pugnali volanti (2004) di Zhang Yimou è stato dedicato alla precedente opera di Hu. Nel 2003 il regista taiwanese-malaysiano Tsai Ming-liang diresse Goodbye, Dragon Inn, un tributo a King Hu in cui tutta l'azione si svolge durante l'ultima proiezione di Dragon Gate Inn in un cinema in procinto di chiudere.
Il film che esemplifica al meglio la commistione unica di buddismo Chán ed estetica cinese nell'opera di Hu è A Touch of Zen, che vinse il Gran Premio della Commissione Tecnica Superiore al Festival di Cannes nel 1975. Altre sue opere successive sono Raining in the Mountains e Legend of the Mountains (entrambi girati nel 1979 in Corea), liberamente tratti dall'opera letteraria Racconti straordinari dello studio Liao, del poeta di epoca Qing Pu Songling. Dopo la distribuzione nelle sale di A Touch of Zen, Hu avviò una propria compagnia di produzione cinematografica, girando le pellicole a basso costo The Fate of Lee Khan (1973) e The Valiant Ones (1975). In entrambi i film il coreografo d'azione fu Sammo Hung.
Sebbene sempre acclamati dalla critica, gli ultimi film del regista ebbero decisamente meno successo di pubblico rispetto agli inizi della carriera. Dopo un periodo di pausa tornò sui grandi schermi con The Swordsman (1990) e Painted Skin (1993), quest'ultimo tuttavia non ottenne mai il successo dei suoi capolavori wuxia. Hu visse a Los Angeles negli ultimi 10 anni della sua vita. Morì a Taipei a 64 anni a causa di alcune complicazioni dovute ad un'angioplastica.

## Filmografia parziale
- Le implacabili lame di rondine d'oro (大醉俠, Da zui xia) (1966)
- Dragon Inn (龍門客棧, Long men kezhan) (1967)
- A Touch of Zen (俠女, Xia nü) (1971)
- Ying chun ge zhi Fengbo (迎春閣之風波) (1973)
- Zhong lie tu (忠烈圖) (1975)
- Pioggia opportuna sulla montagna vuota (空山靈雨, Kong shan ling yu) (1979)
- Shan zhong zhuan qi (山中傳奇) (1979)
- Siu ngo gong woo, co-regia con Siu-Tung Ching, Raymond Lee e Tsui Hark (笑傲江湖) (1990)
- Painted Skin (畫皮之陰陽法王, Hua pi zhi: Yin yang fa wang) (1993)